# Axiología jurídica
La axiología jurídica trata el problema de los valores jurídicos, es decir, dilucida sobre cuales sean los valores que harán correcto un modelo de derecho o que primarán a la hora de elaborar o aplicar el derecho. De todos los valores del derecho el más importante es el de justicia; tiene tanta importancia que algunos autores designan a la axiología jurídica como Teoría de la Justicia.
La palabra axiología proviene del francés. axiologie, y este del gr. ἄξιος áxios 'digno', 'que tiene valor' y el fr. -logie '-logía'..  cuyo significado se puede traducir como 'estudio'  'o 'teoría'. 
Varios filósofos del derecho llaman a la axiología como la teoría de los valores o también conocida como la deontología jurídica (lo que debe ser el derecho), por tal motivo la axiología jurídica forma parte de la filosofía jurídica.
La axiología jurídica tiene un vínculo con todo ordenamiento social porque se basa y tiene de inicio en la declaración de derechos, en los principios de las garantías jurídicas (cuales podemos identificar 3 garantías jurídicas, debido proceso, tutela efectiva, y la seguridad jurídica).